# Suwasea
Suwasea (Suuwassea emilieae) – dinozaur z grupy diplodokokształtnych (Diplodocoidea); jego nazwa znaczy "pradawny grzmot".
Żył w epoce późnej jury (ok. 147 mln lat temu) na terenach Ameryki Północnej. Długość ciała ok. 14-15 m, wysokość ok. 4 m, masa ok. 10 t. Jego szczątki znaleziono w USA (w stanie Montana).
Opisana na podstawie niekompletnego szkieletu. Jego pozycja filogenetyczna w obrębie Diplodocoidea jest niepewna. Według analizy kladystycznej przeprowadzonej przez autorów jego opisu Suuwassea był przedstawicielem kladu Flagellicaudata pozostającym w nierozwikłanej politomii z rodzinami Diplodocidae i Dicraeosauridae. Według analizy przeprowadzonej przez Lovelace'a, Hartmana i Wahla (2007) Suuwassea był przedstawicielem rodziny Diplodocidae siostrzanym do kladu obejmującego rodzaje Apatosaurus i Supersaurus; z kolei z analizy przeprowadzonej przez Whitlocka (2011) wynika, że S. emilieae był bazalnym przedstawicielem Dicraeosauridae. Według Woodruffa i Fowlera (2012) budowa wyrostków kolczystych okazu holotypowego S. emilieae sugeruje, że w rzeczywistości jest on niedojrzałym osobnikiem należącym do któregoś z późnojurajskich gatunków z rodziny Diplodocidae znanych z formacji Morrison; jednak z przeprowadzonych przez Hedricka, Tumarkin-Deratzian i Dodsona (2012) badań histologicznych wynika, że okaz ten był osobnikiem dorosłym, który przed śmiercią osiągnął już dojrzałość płciową i mniej więcej 75–80% maksymalnych rozmiarów ciała.